# 에스타디오 아타나시오 히라르도트
에스타디오 아타나시오 히라르도트(스페인어: Estadio Atanasio Girardot)는 콜롬비아 메데인에 위치한 경기장으로 수용 인원은 40,043명이다. 아틀레티코 나시오날, 인데펜디엔테 메데인의 홈 구장으로 사용되고 있다. 2021년에는 2021년 코파 아메리카가 개최될 예정이다.